# José Luis del Palacio
José Luis del Palacio y Pérez-Medel (Madrid, España, 18 de marzo de 1950) es un obispo católico, misionero, escritor, profesor, filósofo, canonista y teólogo español afincado desde 1976 en Perú. Ordenado sacerdote en 1985 por el papa Juan Pablo II. Es miembro del Camino Neocatecumenal y consultor del Pontificio Consejo para la promoción de la nueva evangelización de la Santa Sede. Además, desde enero de 2012 hasta abril de 2020 fue obispo de la Diócesis del Callao en Perú.

## Biografía
Nacido en Madrid, el día 18 de marzo de 1950. En la capital de España completó su educación primaria y secundaria. Más tarde al descubrir su vocación religiosa, ingresó en el seminario, siendo ordenado sacerdote el 3 de febrero de 1985, por Su Santidad el Papa Juan Pablo II, para la Archidiócesis de Madrid. Se licenció en Teología y Filosofía, doctorándose también en Teología y Derecho Canónico.
Inició su ministerio pastoral como miembro del equipo itinerante de la organización católica "Camino Neocatecumenal" en diversas ciudades españolas: Toledo, Cuenca, Murcia, Alicante, Sevilla, Huelva y Cádiz. En 1975 marchó a Perú, donde continuó con su labor, como responsable del Camino en todo el país latino. Compatibilizó esta labor con la de promotor de la Facultad de Teología Redemptoris Mater, situada en el Distrito de La Punta. Allí fue profesor de Teología y Derecho Canónico.
El 12 de diciembre de 2011, el papa Benedicto XVI le nombró Obispo de la Diócesis del Callao, en sustitución del también español monseñor Miguel Irízar Campos que renunció por alcanzar el límite de edad.
Al ser elevado a la dignidad del episcopado, eligió su escudo y su lema: "Ama y Haz lo que Quieras"; y recibió la consagración episcopal el 7 de enero de 2012, a manos de los cardenales Antonio María Rouco Varela como principal consagrante, Antonio Cañizares y Paul Josef Cordes como co-consagrantes. Tomó posesión oficial del cargo de Obispo del Callao, el día 22 de enero.
En la Curia Romana ha sido nombrado como consultor del Pontificio Consejo para la promoción de la nueva evangelización.
Es Doctor por la UCAM Universidad Católica San Antonio de Murcia con una tesis sobre Nueva Evangelización y Antropología y [autor] de numerosos escritos sobre liturgia, iniciación cristiana y nueva evangelización.

## Condecoraciones
- Orden de Isabel la Católica, concedida por el Rey de España Felipe VI, en atención a su labor misionera en el país latinoamericano.[5]